# Katrin Wiederkehr
Katrin Wiederkehr (* 1942 in Zürich) ist eine promovierte Psychologin und Bestsellerautorin.
Sie absolvierte zunächst ein Studium der Psychologie und bildete sich durch weitere Studienaufenthalte in den USA entsprechend fort.
Beruflich ist sie hauptsächlich mit der psychologischen Beratung für Studenten und der Ausbildung angehender Gesprächspsychotherapeuten in Zürich beschäftigt. Sie tritt auch als Rednerin bei Kongressen auf. Neben zahlreichen Artikeln in Fachzeitschriften veröffentlichte sie im Scherz Verlag 1997 Wer losläßt, hat die Hände frei. 2005 erschien von Katrin Wiederkehr ein weiteres Buch: Lieben ist schöner als siegen im Pendo Verlag.

## Werke
- Wer losläßt, hat die Hände frei. Ein Buch für Frauen, die noch viel vorhaben. 2004, ISBN 3596164141
- Lieben ist schöner als siegen. Verrat und Versöhnung bei Paaren. 2005, ISBN 3866120621